# Mark Cavendish
Sir Mark Simon Cavendish (Douglas, 21 maggio 1985) è un ex ciclista su strada e pistard britannico.
Soprannominato Cannonball e Manx Missile per la notevole accelerazione che lo caratterizza negli ultimi metri delle volate, aveva caratteristiche di velocista. Professionista dal 2007 al 2024, in carriera ha vinto un titolo mondiale in linea (nel 2011), tre titoli mondiali su pista nell'Americana, una Milano-Sanremo (nel 2009), diciassette tappe al Giro d'Italia, trentacinque tappe al Tour de France (record assoluto) e tre tappe alla Vuelta a España, vincendo inoltre almeno una volta la classifica a punti in tutti e tre i grandi Giri.

## Biografia
Mannese, vive dal 2007 tra la dipendenza della Corona, l'Essex in Inghilterra e Quarrata in Italia (inizialmente presso l'abitazione dell'amico Maximilian Sciandri, poi nel 2009 ha comprato casa). È sposato con la modella glamour Peta Todd, dalla quale ha avuto una figlia, Delilah Grace, nata il 3 aprile 2012, e un figlio, Frey David, nato il 17 agosto 2015.

## Carriera

### Gli esordi
Dopo aver giocato a calcio per alcuni anni nella squadra della scuola primaria, all'età di undici anni cominciò a gareggiare in bicicletta (BMX e mountain bike); praticò poi danza classica – la madre Adele aveva un negozio di articoli di ballo – e all'età di sedici anni, lasciata la scuola, andò a lavorare come cassiere in una delle tante banche di Douglas, capitale dell'Isola di Man, per finanziarsi la nascente carriera di ciclista.
Entrò quindi nell'Accademia Under-23 di ciclismo su pista della British Cycling, la Federazione britannica, iniziando ad allenarsi tra Manchester e la Toscana con il CT Rob Ellingworth. Nel marzo 2005, in coppia con Robert Hayles, vinse la medaglia d'oro nella specialità americana ai campionati del mondo su pista di Los Angeles; l'anno dopo, rappresentando l'Isola di Man, si aggiudicò invece l'oro nello scratch ai Giochi del Commonwealth di Melbourne.

### 2007-2008: i primi anni da professionista
Passò a gareggiare tra gli Elite su strada proprio nella stagione 2006, quando debuttò con la squadra Continental tedesca Sparkasse. In agosto si trasferì come stagista alla più quotata T-Mobile, formazione ProTour appena colpita dallo scandalo Operación Puerto e negli anni seguenti rinominata in High Road, Columbia e HTC, ma non conseguì vittorie. Fu nel 2007, una volta ufficializzato il contratto da professionista con la T-Mobile, che Cavendish ottenne i primi successi nella massima categoria ciclistica, vincendo due tappe alla Volta Ciclista a Catalunya e una all'Eneco Tour, oltre allo Scheldeprijs Vlaanderen in Belgio.
Nel 2008, dopo il secondo titolo iridato nell'americana, questa volta in coppia con Bradley Wiggins, si affermò come uno dei migliori velocisti del panorama mondiale su strada: fece sue due tappe al Giro d'Italia, la quarta (con arrivo a Catanzaro) e la tredicesima (arrivo a Cittadella), e diede quindi il meglio di sé al Tour de France, dove si aggiudicò la quinta, l'ottava, la dodicesima e la tredicesima tappa (Châteauroux, Tolosa, Narbona e Nîmes le città in cui seppe imporsi). In quella stagione primeggiò anche in due frazioni della Driedaagse De Panne e nel breve cronoprologo del Tour de Romandie.

### 2009: la vittoria alla Sanremo e le sei tappe al Tour

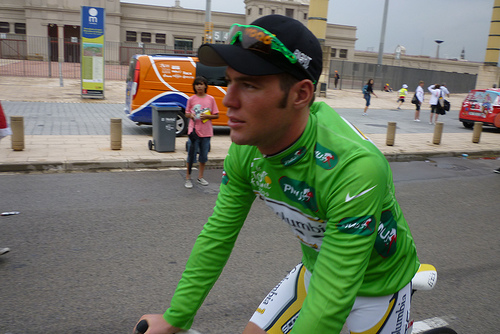
Cavendish in maglia verde nell'anno delle sei vittorie di tappa al Tour de France 2009.

Inizia la stagione 2009 con due vittoria di tappa al Tour of Qatar e altrettante al Tour of California; conquista quindi la frazione conclusiva della Tirreno-Adriatico a San Benedetto del Tronto. Il 21 marzo 2009, alla sua prima partecipazione, trionfa nella 100ª edizione della Milano-Sanremo, superando in volata per soli undici centimetri il tedesco Heinrich Haussler, scattato in anticipo sul gruppo a 250 m dal traguardo; diventa in tal modo il secondo più giovane vincitore della "Classicissima", nonché il secondo britannico in grado di aggiudicarsela. A inizio aprile mette a referto altri due successi alla Driedaagse De Panne-Koksijde. Il 9 maggio, nella prima tappa del Giro d'Italia, la cronometro a squadre del Lido di Venezia, taglia il traguardo per primo con la sua formazione, il Team Columbia-High Road, andando così ad indossare la maglia rosa di leader della generale, primo britannico a riuscirvi nella storia della corsa italiana. Si aggiudica poi la nona, l'undicesima e la tredicesima tappa della gara, rispettivamente a Milano, Arenzano e Firenze, ritirandosi dalla corsa proprio al termine della frazione fiorentina.
Rientrato alle corse, in giugno si impone in due tappe del Tour de Suisse, mentre il mese seguente al Tour de France vince in volata la seconda, la terza, la decima, l'undicesima (eguagliando il record del connazionale Barry Hoban, otto frazioni in palmarès), la diciannovesima e la ventunesima tappa, quella conclusiva sugli Champs-Élysées; nonostante i sei successi non riesce a far sua anche la classifica a punti, che va per soli 10 punti al rivale Thor Hushovd. Dopo aver vinto anche lo Sparkassen Giro a Bochum e una tappa al Tour of Ireland, conclude la stagione in settembre con altri due centri in volata al Tour of Missouri, portando così a 23 il totale di successi su strada nell'anno solare.

### 2010: i cinque successi al Tour de France

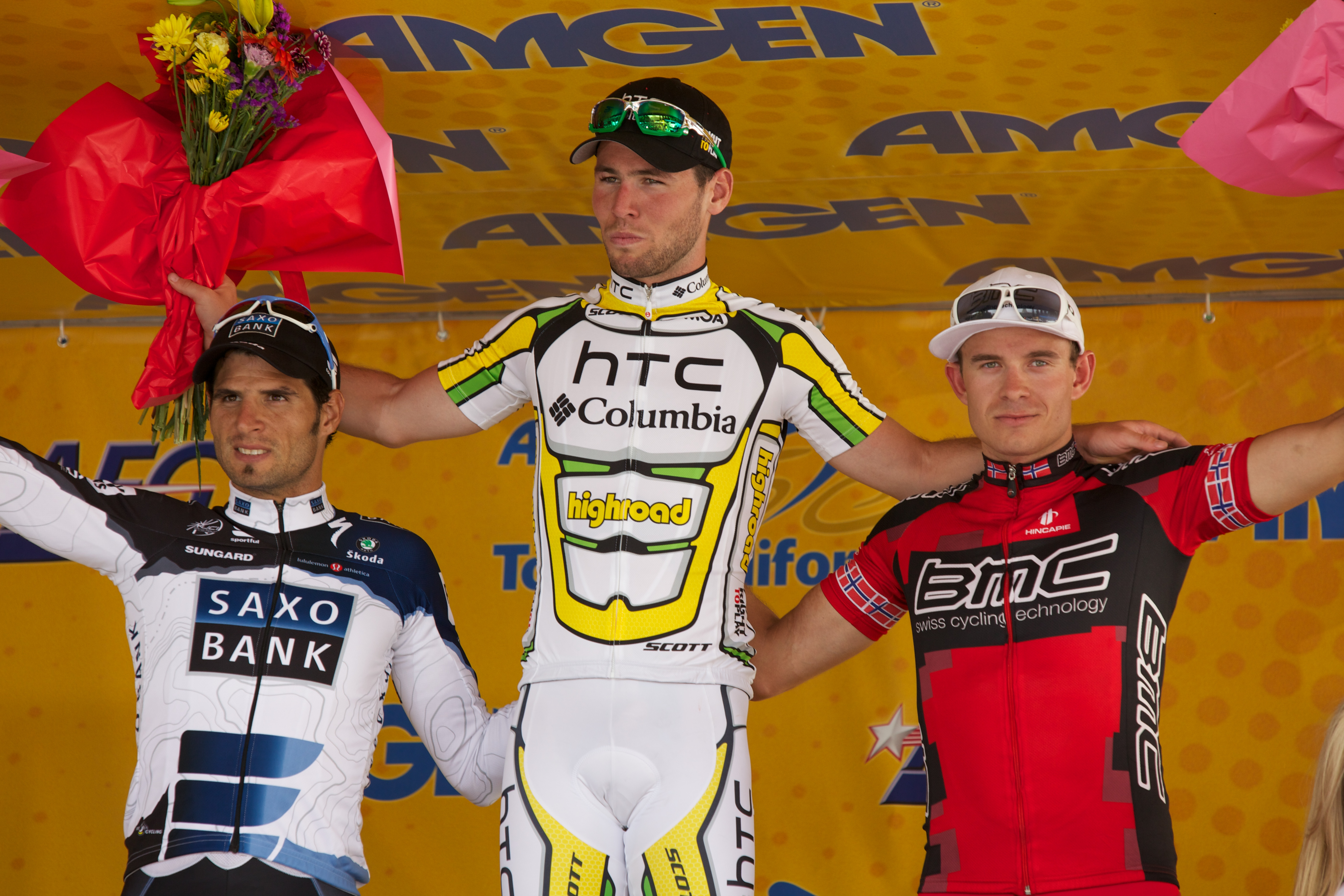
Mark Cavendish (al centro) sul podio della prima tappa del Tour of California 2010.

Sofferente per un'infezione orale causata dall'estrazione di un dente, comincia la stagione 2010 pedalando con continuità solo a partire da febbraio. Tra marzo e aprile consegue solo due successi, uno alla Volta a Catalunya e uno al Tour de Romandie, mentre in maggio si aggiudica la tappa di apertura del Tour of California a Sacramento. Dopo aver corso, senza risultati di rilievo, il Tour de Suisse, l'8 luglio torna alla vittoria al Tour de France aggiudicandosi in volata la quinta tappa con arrivo a Montargis: fa poi sue la sesta tappa a Gueugnon (e dodicesima in carriera alla Grande Boucle, eguaglia Robbie McEwen, Erik Zabel e Mario Cipollini), l'undicesima a Bourg-lès-Valence, la diciottesima a Bordeaux e, come l'anno prima, quella finale sugli Champs-Élysées; perde però, ancora una volta per pochi punti, 11, la maglia verde, a favore questa volta di Alessandro Petacchi.
Dopo il terzo posto alla Coppa Bernocchi prende il via alla Vuelta a España. Nella corsa iberica, transitando per primo sul traguardo nella cronometro a squadre di apertura, conquista, per la prima volta, la maglia rossa simbolo del primato della corsa a tappe iberica. Perde il comando della classifica generale al termine della terza frazione; dopo le sconfitte in volata nella seconda, nella quinta e nella settima tappa trionfa nella dodicesima, nella tredicesima e nella diciottesima frazione, consolidando la leadership nella classifica a punti. Al termine dell'ultima giornata di gara a Madrid, pur battuto in volata da Tyler Farrar, può festeggiare la prima affermazione nella classifica a punti di un grande Giro. Conclude la stagione agonistica su strada il 10 ottobre, quando in rappresentanza dell'Isola di Man coglie il settimo posto in volata nella prova in linea dei Giochi del Commonwealth a Delhi.

### 2011: le vittorie a Giro e Tour e il titolo mondiale su strada

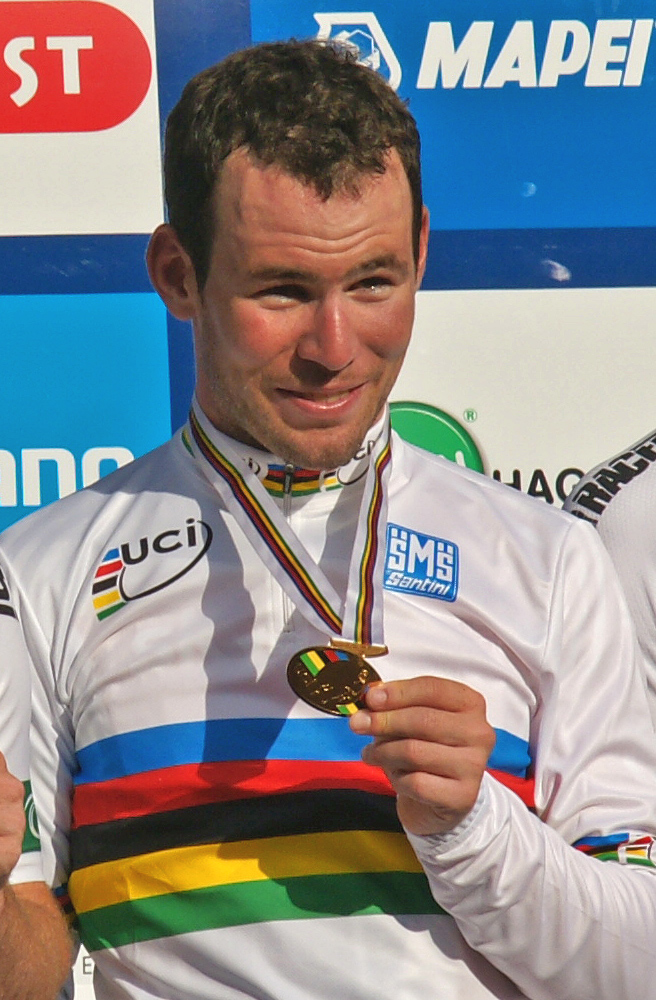
Cavendish in maglia iridata sul podio del Mondiale 2011.

Nel 2011 ottiene il primo successo stagionale in febbraio al Tour of Oman; non ottiene risultati né alla Tirreno-Adriatico né alla Milano-Sanremo, si aggiudica invece lo Scheldeprijs davanti al russo Denis Galimzjanov. In maggio partecipa al Giro d'Italia: dopo il successo nella cronometro a squadre di Torino con la sua HTC-Highroad e il secondo posto allo sprint sul traguardo di Parma, centra due vittorie di tappa con arrivo in volata, a Teramo e Ravenna, e abbandona la corsa al termine della dodicesima tappa. Partecipa quindi al Tour de France: come l'anno prima vince cinque frazioni, tra cui quella sul traguardo finale degli Champs-Élysees (porta così a venti il bottino di successi nella corsa francese), ma in tale occasione riesce ad aggiudicarsi anche, e per la prima volta, la maglia verde della classifica a punti. In agosto, dopo aver vinto la prima edizione del London Surrey Cycle Classic, prende il via anche alla Vuelta a España, ma già al quarto giorno di gara si ritira, senza aver ottenuto nessun piazzamento di rilievo.
Con dodici successi stagionali all'attivo, comprese le due vittorie di tappa conseguite a metà settembre al Tour of Britain, si presenta, il 25 settembre, alla partenza della prova in linea dei campionati del mondo su strada, a Copenaghen. Il tracciato è prevalentemente pianeggiante, e l'arrivo adatto alle volate: Cavendish rispetta i favori del pronostico, e quel giorno si laurea ufficialmente campione del mondo, secondo britannico iridato dopo Tom Simpson. Sul traguardo precede allo sprint Matthew Goss e André Greipel. Il 30 novembre dello stesso anno viene insignito del titolo di Membro dell'Ordine dell'Impero Britannico per i servizi resi al ciclismo britannico. In ottobre, due settimane dopo la vittoria mondiale, aveva intanto ufficializzato il suo trasferimento, per la stagione 2012, tra le file del team britannico Sky.

### 2012: i successi a Giro e Tour in maglia Sky

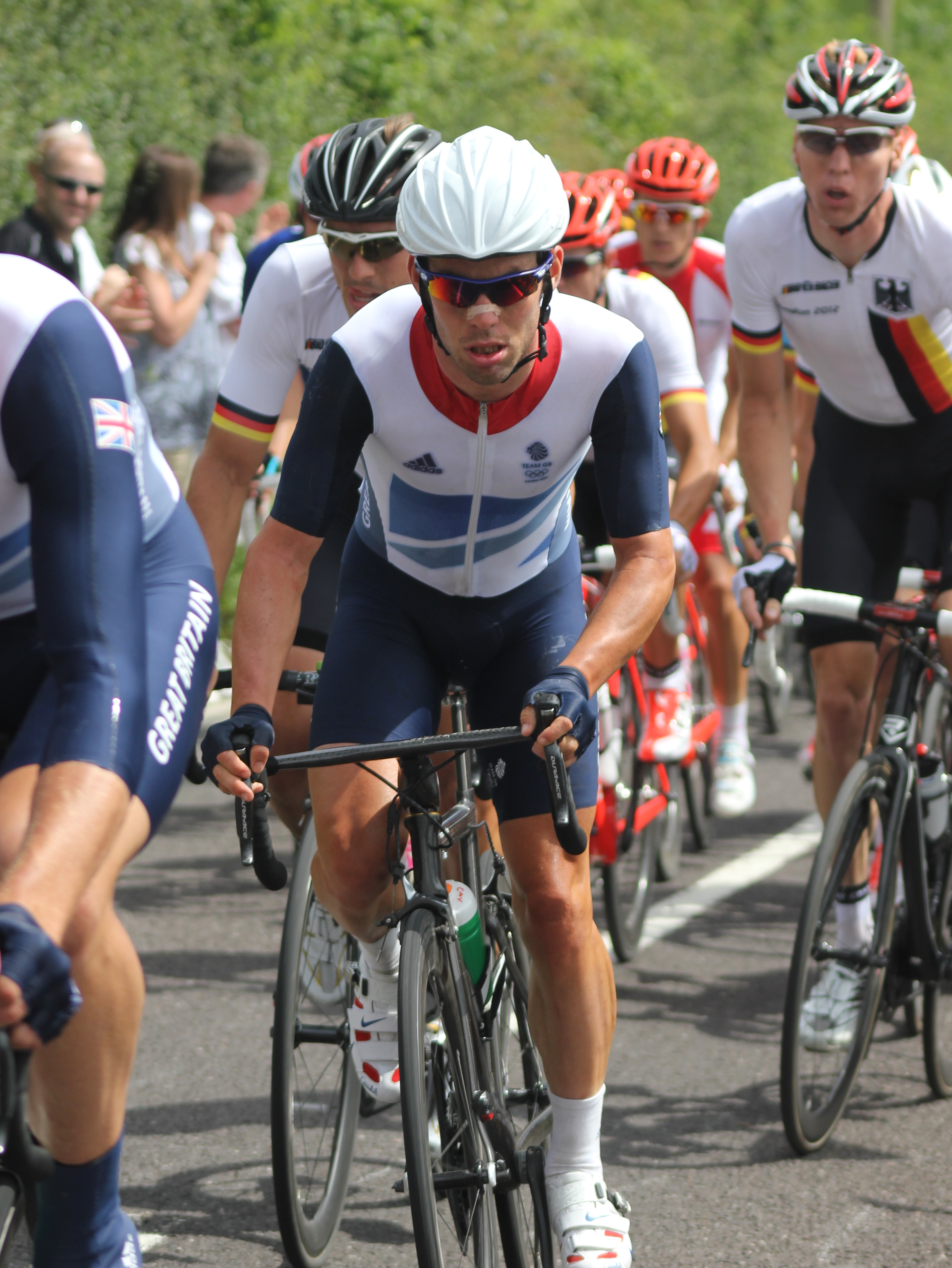
Cavendish imepgnato nella prova in linea dei Giochi olimpici di Londra.

Con la maglia iridata sulle spalle Cavendish ottiene i primi successi in febbraio, nella terza e nella quinta tappa del Tour of Qatar; nello stesso mese si aggiudica anche la Kuurne-Bruxelles-Kuurne battendo in volata Jaŭhen Hutarovič e Kenny van Hummel. Partecipa poi alla Tirreno Adriatico vincendo la seconda tappa, mentre alla Milano-Sanremo si ritira. Al Giro d'Italia si aggiudica la seconda tappa, a Herning, ripetendosi poi anche nella quinta frazione, a Fano, e nella tredicesima, a Cervere. Nella "Corsa Rosa" indossa anche per dieci giorni la maglia rossa della classifica a punti, prima di perderla a favore di Joaquim Rodríguez al termine della penultima tappa.
In giugno vince per la prima volta una gara a tappe, lo Ster ZLM Toer nei Paesi Bassi, pur non riuscendo a far sua alcuna tappa; nel mese seguente partecipa quindi al Tour de France ottenendo tre successi, nella prima tappa in linea, quella con arrivo a Tournai, nella diciottesima frazione, con arrivo a Brive-la-Gaillarde, e nella ventesima, quella conclusiva a Parigi (quarto successo consecutivo per lui nella tappa degli Champs-Élysees). Solo una settimana dopo la conclusione della Grande Boucle partecipa alla prova in linea dei Giochi olimpici di Londra con il ruolo di favorito, dato il percorso pianeggiante; durante la gara rimane però escluso dall'attacco portato da una ventina di ciclisti, e al traguardo deve accontentarsi del 29º posto. Tra agosto e settembre aggiunge al suo palmarès una vittoria di tappa al Post Danmark Rundt e tre successi al Tour of Britain, portando a quindici il bottino di vittorie in stagione. Il 18 ottobre firma quindi un contratto triennale con il team Omega Pharma-Quickstep, valido a partire dalla stagione 2013; rescinde così il contratto che fino al 2014 lo legava con Sky.

### 2013: il passaggio alla Omega Pharma e le cinque vittorie al Giro

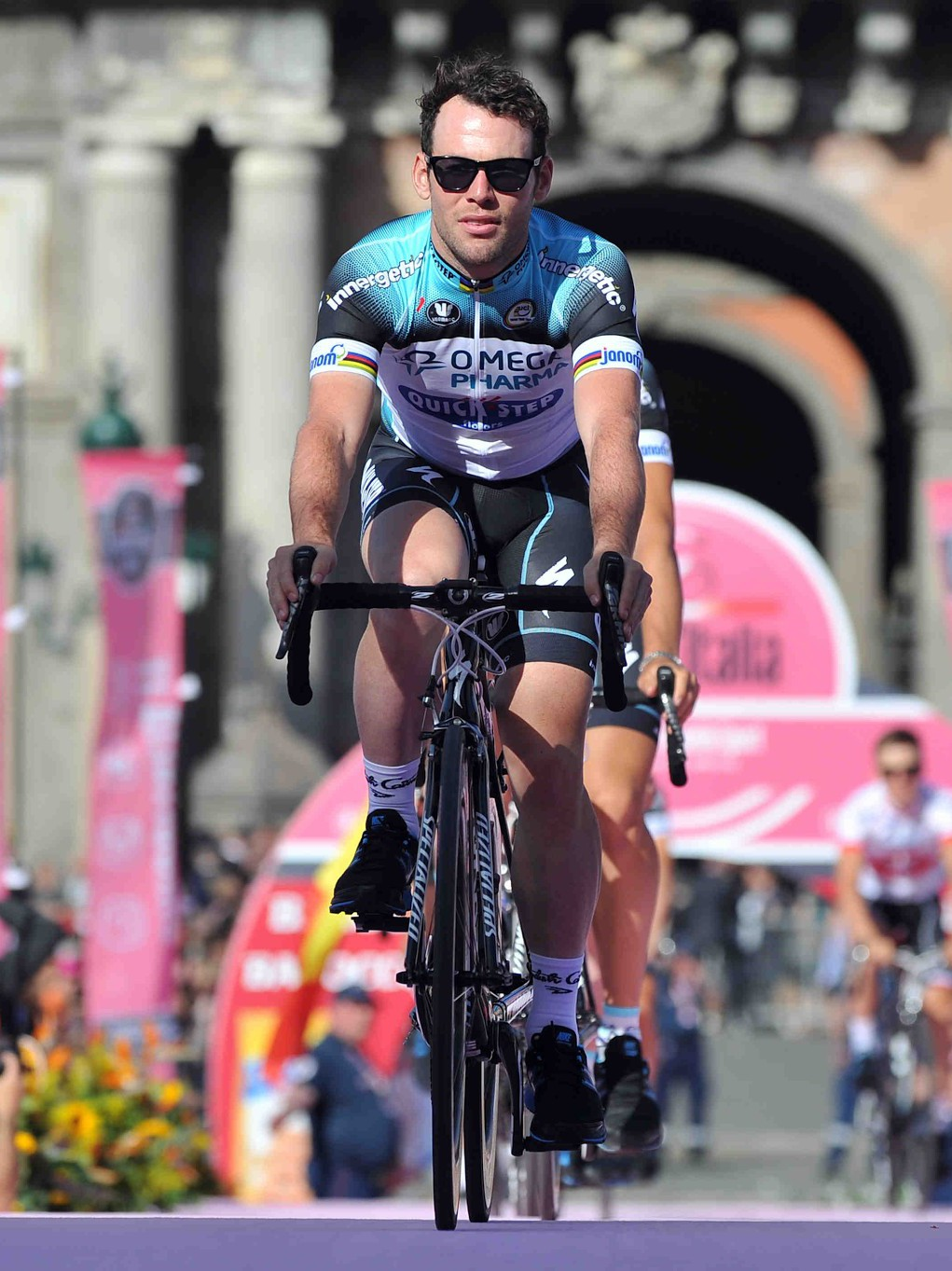
Cavendish durante la presentazione del Giro d'Italia 2013.

Debutta con la Omega Pharma-Quickstep in gennaio in Argentina, al Tour de San Luis, vincendo la prima tappa e concludendo secondo nella seconda tappa, dietro Sacha Modolo. In febbraio domina invece il Tour of Qatar, facendo sue quattro frazioni consecutive, la classifica a punti e la classifica generale della corsa. Dopo una vittoria di tappa alla Driedaagse De Panne, in maggio è protagonista al Giro d'Italia, aggiudicandosi la maggior parte degli arrivi in volata, compresa la passerella finale a Brescia. Conclude la corsa rosa con cinque successi di tappa (oltre a Brescia, è primo sui traguardi di Napoli, Margherita di Savoia, Treviso e Cherasco) e la vittoria della maglia rossa simbolo della classifica a punti.
Il 23 giugno diventa campione nazionale in linea davanti a Ian Stannard e David Millar e, pochi giorni dopo, il 3 luglio, coglie il primo successo con la maglia di campione nazionale, vincendo in volata la quinta tappa del Tour de France sul traguardo di Marsiglia. Il giorno successivo è terzo alle spalle di Greipel e Kittel, mentre nella decima tappa è quarto e nella dodicesima è secondo, ancora alle spalle di Kittel; vince invece nella tredicesima frazione, a Saint-Amand-Montrond, davanti a Peter Sagan e Bauke Mollema, mentre nella conclusiva frazione sugli Champs-Élysées conclude terzo dietro a Kittel e Greipel. Nel prosieguo di stagione conquista una frazione al Giro di Danimarca e tre tappe al Tour of Britain, concludendo l'annata con 19 vittorie all'attivo.

### 2014: i piazzamenti e la caduta al Tour de France

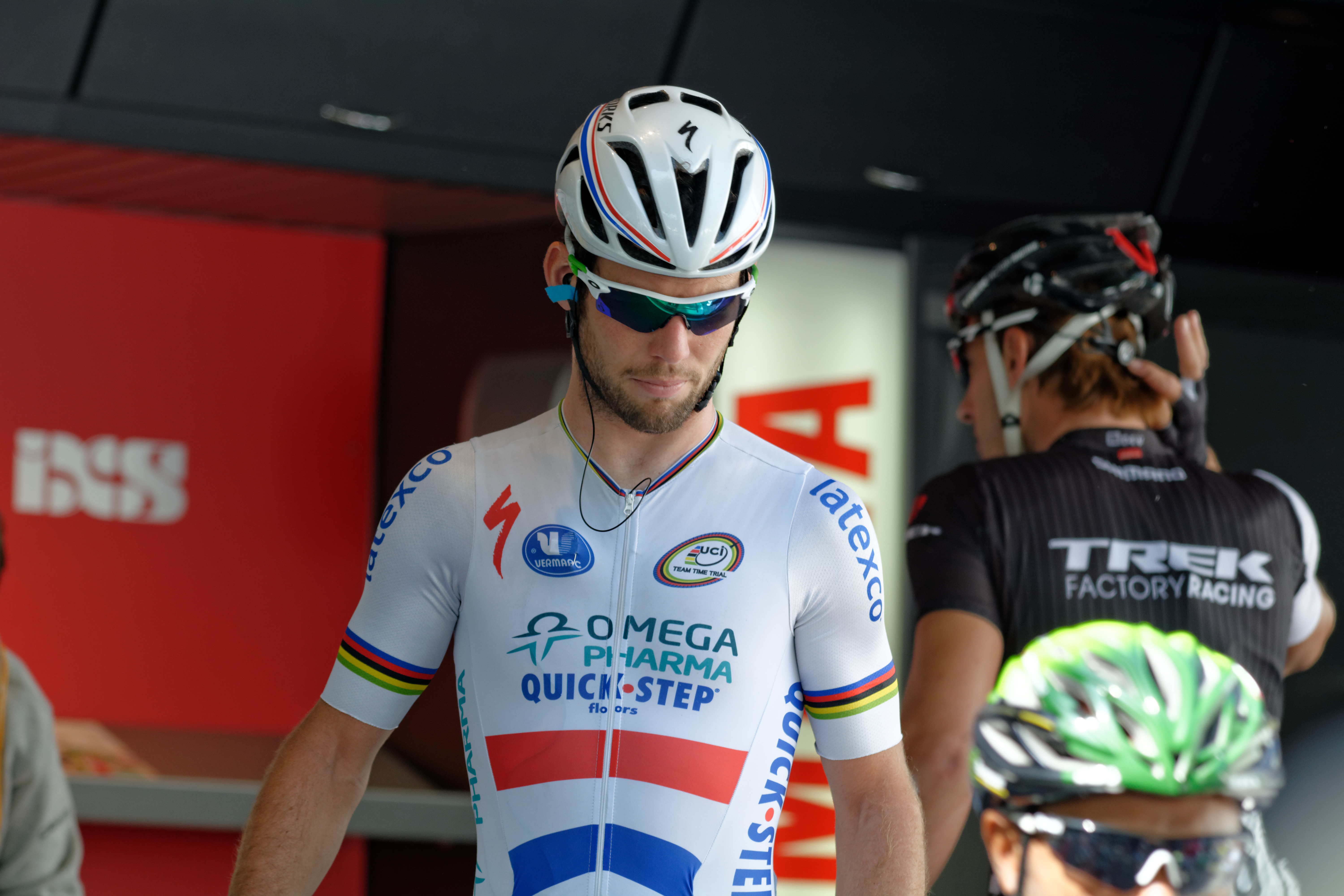
Cavendish in maglia di campione nazionale al Tour de Suisse 2014.

Cavendish inizia la stagione 2014 al Tour de San Luis, dove però non coglie risultati di rilievo. Ottiene i primi successi tra febbraio e marzo, vincendo una tappa sia alla Volta ao Algarve che, sul traguardo di Porto Sant'Elpidio, alla Tirreno-Adriatico; alla successiva Milano-Sanremo è invece quinto nella volata che vede Alexander Kristoff precedere Fabian Cancellara e Ben Swift. Tra aprile e maggio vince quattro tappe e la classifica a punti al Presidential Cycling Tour of Turkey; salta quindi il Giro d'Italia, preferendo partecipare, in preparazione al Tour de France, al Tour of California, dove coglie due successi parziali, e al Tour de Suisse, dove si impone nella quarta tappa, con arrivo a Ossingen.
Alla seguente Grande Boucle, cui partecipa con l'obiettivo di vestire la maglia gialla sfruttando la prima tappa adatta ai velocisti, è però vittima, proprio nella prima frazione, di una caduta che al termine della giornata lo costringe al ritiro per problemi a una clavicola. Rientrato alle gare a metà agosto al Tour de l'Ain, conclude quinto alla Vattenfall Cyclassics, tornando quindi al successo a fine mese con una doppietta nelle prime due frazioni del Tour du Poitou-Charentes. Chiude la stagione al Tour of Britain, dove si piazza una volta terzo e una volta secondo in volata alle spalle di Marcel Kittel. In totale ottiene undici vittorie stagionali e, per la prima volta dal 2008, nessuna nei tre grandi Giri.

### 2015: le vittorie primaverili e il ritorno al successo al Tour

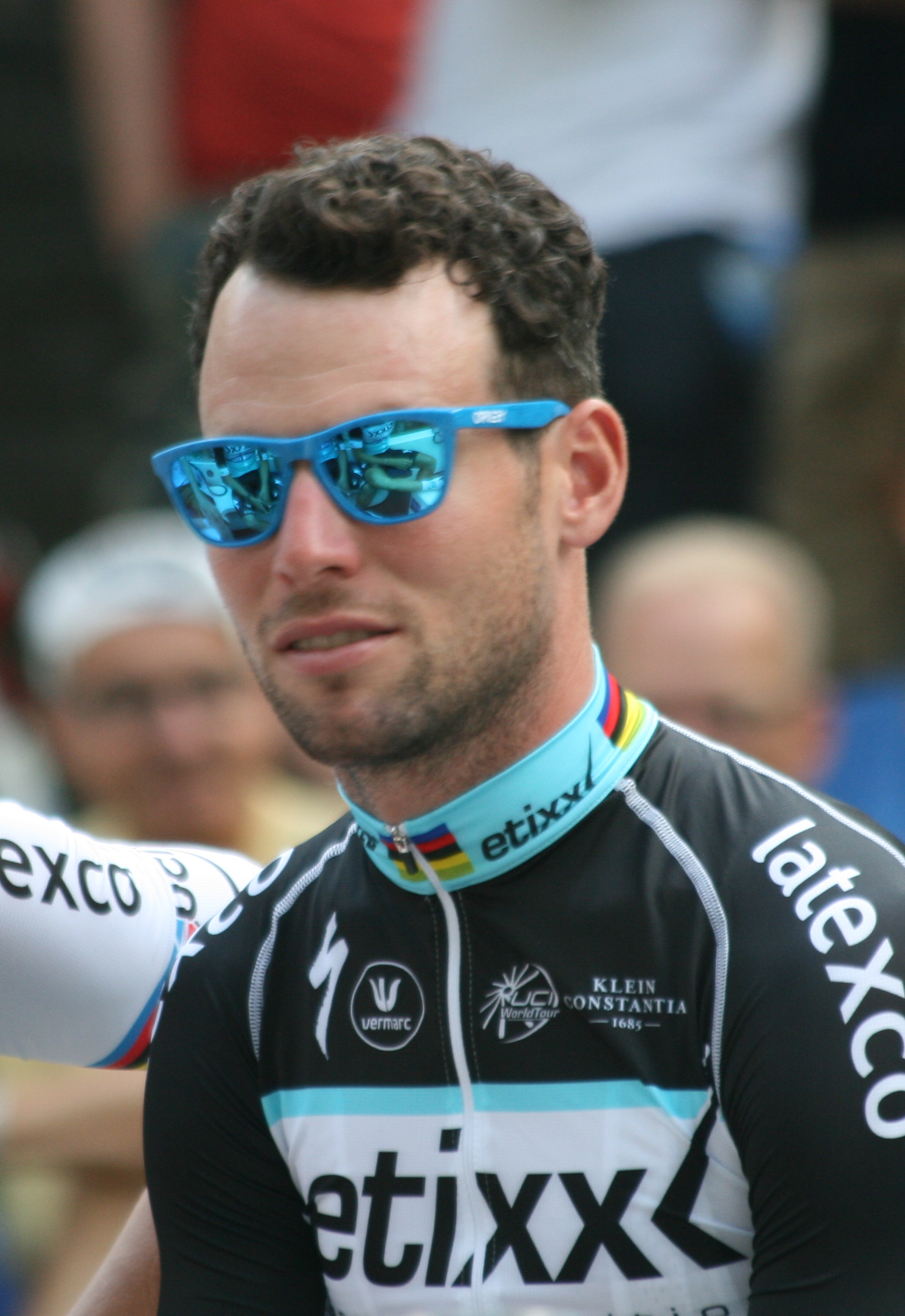
Mark Cavendish alla presentazione del Tour de France 2015.

La stagione 2015 di Cavendish, sempre in maglia Omega Pharma (divenuta per ragioni di sponsor Etixx-Quick Step), inizia a gennaio al Tour de San Luis nel quale, dopo due secondi posti alle spalle di Fernando Gaviria, vince la frazione conclusiva. Il mannese vince poi due tappe e la classifica generale al Dubai Tour, nonché, rientrato in Europa, la Clásica de Almería e la Kuurne-Bruxelles-Kuurne. Le prestazioni nel mese di marzo sono invece influenzate da una infezione virale contratta in Sudafrica, che non gli consente di ottenere risultati né alla Tirreno-Adriatico né alla Milano-Sanremo. Torna in gara al Presidential Cycling Tour of Turkey, dove vince tre tappe in volata e la classifica a punti; nel mese di maggio partecipa invece al Tour of California, aggiudicandosi quattro tappe in volata e la classifica a punti. In giugno corre quindi il Tour de Suisse, non ottiene però particolari piazzamenti, e i campionati britannici in linea, nei quali coglie il secondo posto dietro a Peter Kennaugh.
Presentatosi al Tour de France in buone condizioni fisiche, perde le prime due volate, vinte entrambe da Greipel, piazzandosi quarto e terzo rispettivamente; vince invece la settima tappa sul traguardo di Fougères davanti a Greipel e Sagan, ritrovando il successo al Tour dopo due anni. È invece solo sesto nella tappa conclusiva sugli Champs-Élysées. Dopo la Grande Boucle partecipa alla Vattenfall Cyclassics dove però è vittima di una caduta a 2 km dal termine. È poi al via del Tour of Britain, dove coglie un secondo posto dietro Elia Viviani nella prima tappa; è quindi costretto a lasciare la corsa a causa di una caduta rimediata nella sesta tappa nell'urto con un'automobile parcheggiata, caduta in seguito alla quale è costretto a rinunciare anche ai campionati del mondo di Richmond e a chiudere anticipatamente la stagione.
Al termine della stagione agonistica annuncia il passaggio dalla Etixx Quick-Step al Team Dimension Data, insieme al compagno Mark Renshaw.

### 2016: le quattro vittorie al Tour e l'argento mondiale a Doha

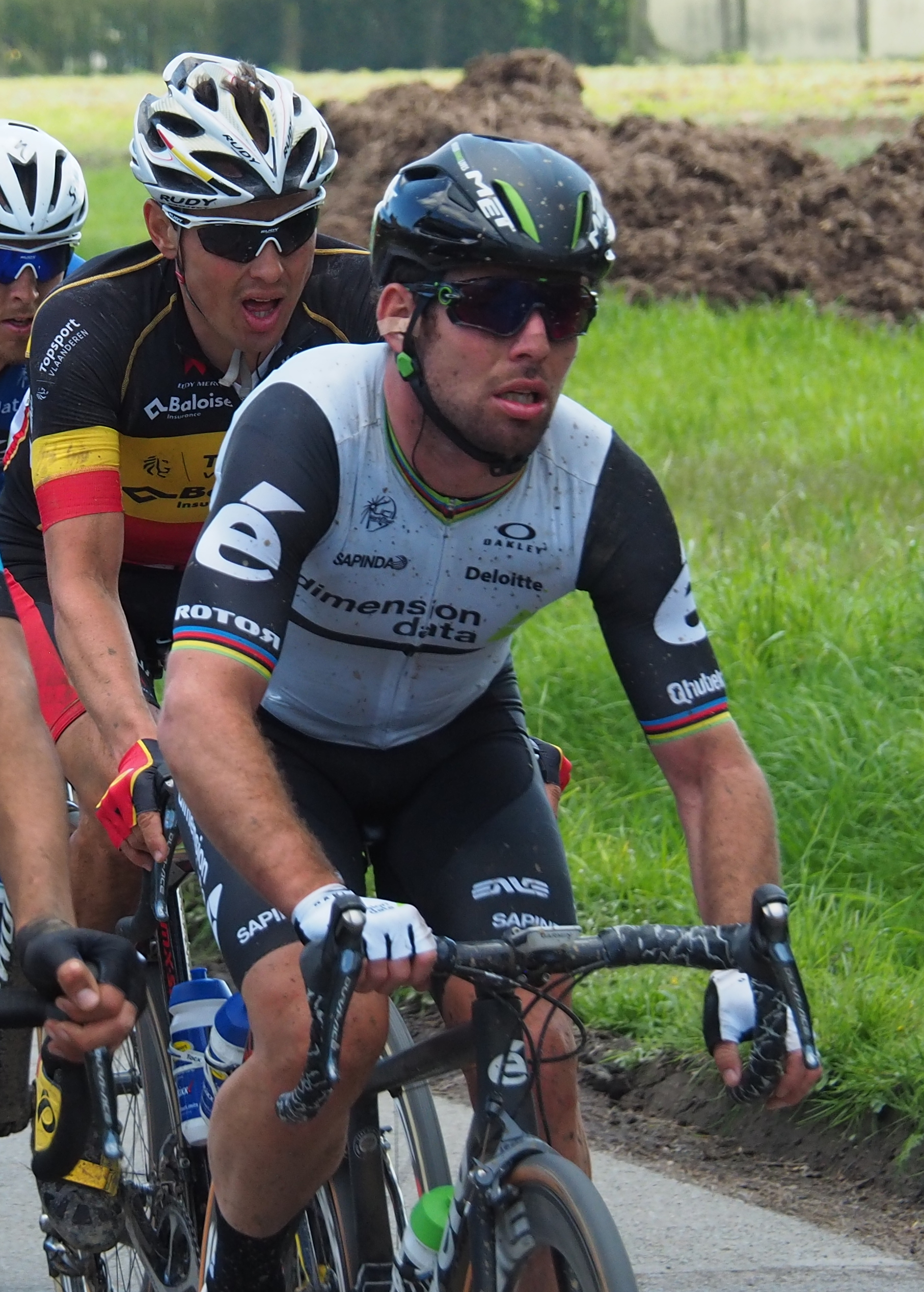
Cavendish impegnato nella Parigi-Roubaix 2016.

Cavendish debutta in gara con la Dimension Data a fine gennaio alla Cadel Evans Great Ocean Road Race, ma è costretto al ritiro. In febbraio partecipa al Dubai Tour, cogliendo un secondo e un terzo posto nelle volate vinte da Marcel Kittel, e al Tour of Qatar, durante il quale ottiene la prima affermazione stagionale, prevalendo nella prima tappa. Nella gara qatariota coglie anche due secondi e un quinto posto nelle tre volate vinte dal norvegese Alexander Kristoff, e un ottimo settimo posto a cronometro, risultati che gli permettono di aggiudicarsi per la seconda volta in carriera la classifica generale della corsa. All'inizio di marzo si laurea per la terza volta nella sua carriera campione del mondo nella specialità dell'americana su pista, in coppia con Wiggins. Nei successivi impegni su strada, alla Tirreno-Adriatico e alla Milano-Sanremo, non ottiene risultati di rilievo; è quindi secondo alla Scheldeprijs, dietro a Kittel, mentre alla Parigi-Roubaix, la "classica delle pietre" cui partecipa per la seconda volta in carriera, conclude al trentesimo posto. Nel prosieguo della stagione fa sue una tappa al Giro di Croazia e una al Tour of California, e conclude al secondo posto il campionato nazionale in linea.
In luglio si presenta al via del Tour de France con l'obiettivo di ottenere successi in volata. In quella Grande Boucle vince la tappa inaugurale davanti a Kittel e indossa per la prima volta in carriera la maglia gialla. Vince anche la terza tappa, questa volta su Greipel, e la sesta, nuovamente davanti a Kittel; con 29 trionfi supera così Bernard Hinault per numero di vittorie di tappa al Tour de France, portandosi al secondo posto di sempre alle spalle di Eddy Merckx. Si aggiudica quindi anche la quattordicesima frazione, in quest'occasione precedendo Kristoff; due giorni dopo lascia la corsa per preparare i Giochi olimpici di Rio de Janeiro, dove è impegnato nella specialità dell'omnium. Impegnato nelle sei prove della specialità tra il 14 e 15 agosto, conclude al secondo posto assoluto, alle spalle di Elia Viviani, e conquista la medaglia d'argento, la prima per lui in carriera.
In settembre, per preparare il campionato mondiale di Doha, torna a correre su strada al Tour of Britain, ma non coglie risultati di rilievo; ottiene invece un settimo e un secondo posto di tappa al Giro della Toscana e, a inizio ottobre, il sesto posto alla Parigi-Tours, mostrando una buona condizione in vista del mondiale. Nella prova iridata, corsa il 16 ottobre, Cavendish è abile a rimanere nel gruppetto di una ventina di ciclisti formatosi a 177 km dall'arrivo in seguito a un "ventaglio" della Nazionale belga; il gruppetto arriva a giocarsi il titolo in volata, e per il secondo anno consecutivo è Peter Sagan a laurearsi campione del mondo, battendo Cavendish e Boonen. Per il mannese è la seconda medaglia ai mondiali, dopo quella d'oro a Copenaghen nel 2011. Termina la stagione all'Abu Dhabi Tour, corsa dove vince due tappe.

### 2017-2020: gli anni peggiori e il quasi ritiro dalle competizioni
Il vicecampione del mondo inizia la stagione al Dubai Tour, dove nelle tre volate si piazza rispettivamente terzo, settimo e quarto. Corre dunque alla Volta ao Algarve, dove non ottiene particolari risultati e all'Abu Dhabi Tour, corsa in cui trova la prima vittoria stagionale nella prima tappa, piazzandosi poi terzo e secondo nelle altre due volate. Partecipa poi alla Tirreno-Adriatico ed alla Milano-Sanremo, dove manifesta una condizione pessima, frutto di una mononucleosi che lo costringe a stare fuori dalla corse fino a giugno, quando torna a correre al Giro di Slovenia, dove si piazza secondo nell'ultima tappa. In seguito a questa buona prestazione, la sua squadra decide di inserirlo nel roster del Tour de France, dove si piazza quarto nella prima volata, vinta da Marcel Kittel, ma dove è costretto al ritiro già alla quarta tappa per una caduta in volata, provocato da un contatto con Peter Sagan. Rientra poi in gara nel mese di settembre, ma senza ottenere né successi né piazzamenti di rilievo.
A distanza di un anno dall'ultima affermazione torna al successo imponendosi nella terza tappa del Dubai Tour. Dopo una primavera difficile a causa, anche, di alcuni infortuni (in particolar modo la caduta alla Milano-Sanremo) prende il via del Tour de France. Lontano dalla condizione dei tempi migliori ottiene come miglior piazzamento un ottavo posto in volata. Dopo essersi salvato per circa mezzo minuto dal tempo massimo nel corso della decima frazione, non riesce a rispettarlo al termine della undicesima ed è così costretto ad abbandonare la corsa.
Nella stagione 2019, ultima in casacca Dimension Data, non riesce ad aggiudicarsi nemmeno una vittoria; per la prima volta in carriera, da quando è professionista, Cavendish non vince almeno una corsa in stagione. Il miglior piazzamento ottenuto è il terzo posto nella terza tappa del Giro di Turchia.
La stagione 2020, prima ed unica in maglia Bahrain-McLaren, è ancora più deludente della precedente, in quanto non riesce a centrare neppure un piazzamento in Top10, in alcuna corsa. Questi risultati portarono a pensare un possibile ritiro a fine stagione, successivamente smentito.

### Dal 2021: rinascita e ritorno alla vittoria
Nel 2021 cerca di rilanciarsi facendo ritorno alla Deceuninck-Quick Step. Ritorna alla vittoria, dopo oltre tre anni di digiuno, il 12 aprile, in occasione della 2ª tappa del Giro di Turchia. Nei due giorni successivi vince altrettante volate, portando a quattro il bottino finale, aggiudicandosi anche la tappa conclusiva. Partecipa poi al Giro del Belgio dove si aggiudica l'ultima frazione, battendo in volata sprinter di rilievo come Merlier e Ackermann.
Seppur inizialmente non fosse prevista la sua partecipazione al Tour de France, visti i problemi al ginocchio di Sam Bennett, velocista designato in casa Deceuninck, è selezionato per la corsa francese, alla quale torna dopo 3 anni. Il 29 giugno ritorna alla vittoria al Tour del France dopo cinque anni, nella 4ª tappa, sul traguardo di Fougères, dove si era già imposto con lo stesso team nel 2015, precedendo in volata Nacer Bouhanni e Jasper Philipsen; con questa vittoria porta a 31 i suoi successi nella corsa a tappe francese. Il 1º luglio successivo vince ancora sul traguardo della sesta tappa a Châteauroux, dove aveva già vinto nel 2008 e nel 2011, portando a 32 le sue vittorie complessive nella manifestazione francese. Si impone nuovamente nella decima tappa, sul traguardo di Valence, ottenendo la terza vittoria in questa edizione del Tour e portandosi a 33 vittorie complessive. Il 9 luglio, con la vittoria ottenuta nella tredicesima tappa con arrivo a Carcassonne, eguaglia lo storico record di 34 vittorie di tappa alla Grande Boucle detenuto da Eddy Merckx. Partecipa al Giro d'Italia 2022, dove vince la terza tappa con arrivo a Balatonfüred. Chiude il Giro d'Italia al 145º posto. Si conferma campione nazionale in linea per la seconda volta.
Prende parte al Giro d'Italia 2023, dove ottiene un terzo posto nell'undicesima tappa con arrivo a Tortona. Vince l'ultima tappa con arrivo a Roma. Alla fine dell'ultima tappa annuncia il ritiro al termine della stagione: porta a 17 il totale di vittorie al Giro. Vista la mancanza di vittorie di tappa al tour de France di quell'anno annuncia che correrà anche nella stagione successiva per tentare di ottenere la 35ª vittoria di tappa alla grande boucle, così da battere l'allora eguagliato Eddy Merckx.
Partecipa al Tour de France 2024, perdendo subito 30' nel corso della prima tappa partita da Firenze. Vince la quinta tappa con arrivo a Saint-Vulbas, superando così il record di vittorie di Eddy Merckx.
Si è ritirato dalle competizioni agonistiche il 10 novembre 2024.

## Palmarès

### Strada
- 2004 (Team Persil under-23)

1ª tappa Girvan Cycle Race
Tour of Britain Support Circuit Race
- 2005 (Team Sparkasse under-23)

5ª tappa Tour de Berlin (Berlino > Berlino)
British National Circuit Race Championships
Grosser Silber-Pils Preiss
- 2006 (Team Sparkasse under-23)

4ª tappa Internationale Thüringen Rundfahrt (Ilmenau > Straufhain)
3ª tappa, 2ª semitappa Tour de Berlin (Birkenwerder > Berlino)
4ª tappa Tour de Berlin (Berlino > Berlino)
3ª tappa Wyścig Solidarności i Olimpijczyków (Pionki > Kielce)
- 2007 (T-Mobile Team, undici vittorie)

Scheldeprijs Vlaanderen
3ª tappa Quatre Jours de Dunkerque (Saint-Amand-les-Eaux > Caudry)
6ª tappa Quatre Jours de Dunkerque (Steenvoorde > Dunkerque)
2ª tappa Volta Ciclista a Catalunya (Salou > Perafort)
6ª tappa Volta Ciclista a Catalunya (Llívia > Lloret de Mar)
4ª tappa Ster Elektrotoer (Sittard-Geleen > Eindhoven)
6ª tappa Giro di Danimarca (Præstø > Frederiksberg)
2ª tappa Eneco Tour (Anversa > Knokke-Heist)
Prologo Tour of Britain (Londra, cronometro)
1ª tappa Tour of Britain (Reading > Southampton)
3ª tappa Circuit Franco-Belge (Bray-Dunes > Poperinge)
- 2008 (High Road/Team Columbia-High Road, diciassette vittorie)

2ª tappa Driedaagse De Panne - Koksijde (Zottegem > Koksijde)
3ª tappa, 1ª semitappa Driedaagse De Panne - Koksijde (De Panne > De Panne)
Scheldeprijs Vlaanderen
Prologo Tour de Romandie (Ginevra, cronometro)
4ª tappa Giro d'Italia (Pizzo Calabro > Catanzaro)
13ª tappa Giro d'Italia (Modena > Cittadella)
5ª tappa Ster Elektrotoer (Sittard-Geleen > Gemert-Bakel)
5ª tappa Tour de France (Cholet > Châteauroux)
8ª tappa Tour de France (Figeac > Tolosa)
12ª tappa Tour de France (Lavelanet > Narbona)
13ª tappa Tour de France (Narbona > Nîmes)
1ª tappa Tour of Ireland (Dublino > Waterford)
2ª tappa Tour of Ireland (Thurles > Loughrea)
3ª tappa Tour of Ireland (Ballinrobe > Galway)
1ª tappa Tour of Missouri (St. Joseph > Kansas City)
2ª tappa Tour of Missouri (Clinton > Springfield)
6ª tappa Tour of Missouri (Hermann > Saint Charles)
- 2009 (Team Columbia-High Road/Team Columbia-HTC, ventitré vittorie)

4ª tappa Tour of Qatar (Doha Old Souq > Madinat ash Shamal)
6ª tappa Tour of Qatar (Sealine Beach Resort > Doha Corniche)
4ª tappa Tour of California (Merced > Clovis)
5ª tappa Tour of California (Visalia > Paso Robles)
7ª tappa Tirreno-Adriatico (San Benedetto del Tronto > San Benedetto del Tronto)
Milano-Sanremo
2ª tappa Driedaagse De Panne - Koksijde (Zottegem > Koksijde)
3ª tappa, 1ª semitappa Driedaagse De Panne - Koksijde (De Panne > De Panne)
9ª tappa Giro d'Italia (Milano > Milano)
11ª tappa Giro d'Italia (Torino > Arenzano)
13ª tappa Giro d'Italia (Lido di Camaiore > Firenze)
3ª tappa Tour de Suisse (Davos > Lumino)
6ª tappa Tour de Suisse (Oberriet > Bad Zurzach)
2ª tappa Tour de France (Monaco > Brignoles)
3ª tappa Tour de France (Marsiglia > La Grande-Motte)
10ª tappa Tour de France (Limoges > Issoudun)
11ª tappa Tour de France (Vatan > Saint-Fargeau)
19ª tappa Tour de France (Bourgoin-Jallieu > Aubenas)
21ª tappa Tour de France (Montereau-Fault-Yonne > Parigi/Champs-Élysées)
Sparkassen Giro Bochum
2ª tappa Tour of Ireland (Clonmel > Killarney)
1ª tappa Tour of Missouri (Saint Louis > Saint Louis)
2ª tappa Tour of Missouri (Sainte-Geneviève > Cape Girardeau)
- 2010 (Team HTC-Columbia, undici vittorie)

1ª tappa Volta Ciclista a Catalunya (Salt > Banyoles)
2ª tappa Tour de Romandie (Friburgo > Friburgo)
1ª tappa Tour of California (Nevada City > Sacramento)
5ª tappa Tour de France (Épernay > Montargis)
6ª tappa Tour de France (Montargis > Gueugnon)
11ª tappa Tour de France (Sisteron > Bourg-lès-Valence)
18ª tappa Tour de France (Salies-de-Béarn > Bordeaux)
20ª tappa Tour de France (Longjumeau > Parigi/Champs-Élysées)
12ª tappa Vuelta a España (Andorra la Vella > Lleida)
13ª tappa Vuelta a España (Rincón de Soto > Burgos)
18ª tappa Vuelta a España (Valladolid > Salamanca)
- 2011 (HTC-Highroad, tredici vittorie)

6ª tappa Tour of Oman (Qurayyat > Mattrah Seafront)
Scheldeprijs
10ª tappa Giro d'Italia (Termoli > Teramo)
12ª tappa Giro d'Italia (Castelfidardo > Ravenna)
5ª tappa Tour de France (Carhaix > Cap Fréhel)
7ª tappa Tour de France (Le Mans > Châteauroux)
11ª tappa Tour de France (Blaye-les-Mines > Lavaur)
15ª tappa Tour de France (Limoux > Montpellier)
21ª tappa Tour de France (Créteil > Parigi/Champs-Élysées)
London Surrey Cycle Classic
1ª tappa Tour of Britain (Peebles > Dumfries)
8ª tappa, 2ª semitappa Tour of Britain (Londra > Londra)
Campionati del mondo, Prova in linea
- 2012 (Sky ProCycling, quindici vittorie)

3ª tappa Tour of Qatar (Dukhan > Al-Gharafa)
5ª tappa Tour of Qatar (Camel Race Track > Al-Khor)
Kuurne-Bruxelles-Kuurne
2ª tappa Tirreno-Adriatico (San Vincenzo > Indicatore)
2ª tappa Giro d'Italia (Herning > Herning)
5ª tappa Giro d'Italia (Modena > Fano)
13ª tappa Giro d'Italia (Savona > Cervere)
Classifica generale Ster ZLM Toer
2ª tappa Tour de France (Visé > Tournai)
18ª tappa Tour de France (Blagnac > Brive-la-Gaillarde)
20ª tappa Tour de France (Rambouillet > Parigi/Champs-Élysées)
6ª tappa Giro di Danimarca (Slagelse > Frederiksberg)
3ª tappa Tour of Britain (Jedburgh > Dumfries)
4ª tappa Tour of Britain (Carlisle > Blackpool)
8ª tappa Tour of Britain (Reigate > Guildford)
- 2013 (Omega Pharma-Quickstep Cycling Team, diciannove vittorie)

1ª tappa Tour de San Luis (San Luis > Villa Mercedes)
3ª tappa Tour of Qatar (Al-Wakra > Mesaieed)
4ª tappa Tour of Qatar (Camel Race Track > Al Khor Corniche)
5ª tappa Tour of Qatar (Al Zubara Fort > Madinat ash Shamal)
6ª tappa Tour of Qatar (Sealine Beach Resort > Doha Corniche)
Classifica generale Tour of Qatar
2ª tappa Driedaagse De Panne - Koksijde (Oudenaarde > Koksijde)
1ª tappa Giro d'Italia (Napoli > Napoli)
6ª tappa Giro d'Italia (Mola di Bari > Margherita di Savoia)
12ª tappa Giro d'Italia (Longarone > Treviso)
13ª tappa Giro d'Italia (Busseto > Cherasco)
21ª tappa Giro d'Italia (Riese Pio X > Brescia)
Campionati britannici, Prova in linea
5ª tappa Tour de France (Cagnes-sur-Mer > Marsiglia)
13ª tappa Tour de France (Tours > Saint-Amand-Montrond)
6ª tappa Giro di Danimarca (Roskilde > Frederiksberg)
4ª tappa Tour of Britain (Stoke-on-Trent > Llanberis)
7ª tappa Tour of Britain (Epsom > Guildford)
8ª tappa Tour of Britain (Londra > Londra)
- 2014 (Omega Pharma-Quickstep Cycling Team, undici vittorie)

5ª tappa Volta ao Algarve (Tavira > Vilamoura)
6ª tappa Tirreno-Adriatico (Bucchianico > Porto Sant'Elpidio)
1ª tappa Presidential Cycling Tour of Turkey (Alanya > Alanya)
2ª tappa Presidential Cycling Tour of Turkey (Alanya > Kemer)
4ª tappa Presidential Cycling Tour of Turkey (Fethiye > Marmaris)
8ª tappa Presidential Cycling Tour of Turkey (Istanbul > Istanbul)
1ª tappa Tour of California (Sacramento > Sacramento)
8ª tappa Tour of California (Thousand Oaks > Thousand Oaks)
4ª tappa Tour de Suisse (Heiden > Ossingen)
1ª tappa Tour du Poitou-Charentes (Jarnac > La Ronde)
2ª tappa Tour du Poitou-Charentes (Marans > Niort)
- 2015 (Etixx-Quick Step, quattordici vittorie)

7ª tappa Tour de San Luis (San Luis > San Luis)
1ª tappa Dubai Tour (Dubai International Marine Club > Union House Flag)
4ª tappa Dubai Tour (Dubai International Marine Club > Burj Khalifa)
Classifica generale Dubai Tour
Clásica de Almería
Kuurne-Bruxelles-Kuurne
1ª tappa Presidential Cycling Tour of Turkey (Alanya > Alanya)
2ª tappa Presidential Cycling Tour of Turkey (Alanya > Adalia)
7ª tappa Presidential Cycling Tour of Turkey (Selçuk > Smirne)
1ª tappa Tour of California (Sacramento > Sacramento)
2ª tappa Tour of California (Nevada City > Lodi)
5ª tappa Tour of California (Santa Barbara > Santa Clarita)
8ª tappa Tour of California (Los Angeles > Los Angeles)
7ª tappa Tour de France (Livarot > Fougères)
- 2016 (Team Dimension Data, dieci vittorie)

1ª tappa Tour of Qatar (Duckan > Al Khawr Corniche)
Classifica generale Tour of Qatar
2ª tappa Giro di Croazia (NP Plitvice > Spalato)
8ª tappa Tour of California (Sacramento > Sacramento)
1ª tappa Tour de France (Le Mont-Saint-Michel > Utah Beach/Sainte-Marie-du-Mont)
3ª tappa Tour de France (Granville > Angers)
6ª tappa Tour de France (Arpajon-sur-Cère > Montauban)
14ª tappa Tour de France (Montélimar > Villars-les-Dombes/Parc des Oiseaux)
2ª tappa Abu Dhabi Tour (Abu Dhabi > Abu Dhabi Marina)
4ª tappa Abu Dhabi Tour (Circuito di Yas Marina > Circuito di Yas Marina)
- 2017 (Team Dimension Data, una vittoria)

1ª tappa Abu Dhabi Tour (Madinat Zayed > Madinat Zayed)
- 2018 (Team Dimension Data, una vittoria)

3ª tappa Dubai Tour (Dubai > Fujairah)
- 2021 (Deceuninck-Quick Step, dieci vittorie)

2ª tappa Presidential Cycling Tour of Turkey (Konya > Konya)
3ª tappa Presidential Cycling Tour of Turkey (Beyşehir > Alanya)
4ª tappa Presidential Cycling Tour of Turkey (Alanya > Kemer)
8ª tappa Presidential Cycling Tour of Turkey (Bodrum > Kuşadası)
5ª tappa Giro del Belgio (Turnhout > Beringen)
4ª tappa Tour de France (Redon > Fougères)
6ª tappa Tour de France (Tours > Châteauroux)
10ª tappa Tour de France (Albertville > Valence)
13ª tappa Tour de France (Nîmes > Carcassonne)
Münsterland Giro
- 2022 (Quick-Step Alpha Vinyl Team, cinque vittorie)

2ª tappa Tour of Oman (Naseem Park > Suhar Corniche)
2ª tappa UAE Tour (Al Hudayriat Island > Abu Dhabi Breakwater)
Milano-Torino
3ª tappa Giro d'Italia (Kaposvár > Balatonfüred)
Campionati britannici, Prova in linea
- 2023 (Astana Qazaqstan Team, una vittoria)

21ª tappa Giro d'Italia (Roma > Roma)
- 2024 (Astana Qazaqstan Team, tre vittorie)

4ª tappa Tour Colombia (Paipa > Zipaquirá)
2ª tappa Tour de Hongrie (Tokaj > Kazincbarcika)
5ª tappa Tour de France (Saint-Jean-de-Maurienne > Saint-Vulbas)

#### Altri successi
- 2004 (Team Persil under-23)

Tour of Britain Support Circuit
- 2005 (Team Sparkasse under-23)

Großer Silber Pils Preis
Criterium Kleve
British National Circuit Race Championships
- 2006 (Team Sparkasse)

Classifica a punti Tour of Britain
- 2007 (T-Mobile Team)

Classifica a punti Quatre Jours de Dunkerque
Classifica a punti Volta Ciclista a Catalunya
Classifica a punti Giro di Danimarca
Classifica a punti Eneco Tour
Classifica a punti Tour of Britain
Classifica sprint Tour of Britain
Classifica giovani Circuit Franco-Belge
- 2008 (High Road/Team Columbia-High Road)

Classifica a punti Driedaagse De Panne - Koksijde
Criterium van Peer
Criterium van Herentals
RaboRonde Heerlen
Classifica a punti Tour of Missouri
- 2009 (Team Columbia-High Road/Team Columbia-HTC)

Classifica a punti Tour of California
Classifica a punti Driedaagse De Panne - Koksijde
3ª tappa Tour de Romandie (Yverdon-les-Bains, cronosquadre)
1ª tappa Giro d'Italia (Lido di Venezia, cronosquadre)
Criterium van Aalst
Criterium van Peer
Sparkassen Giro Bochum Wochenende
Draai van de Kaai
Dernycriterium van Antwerpen
Profronde van Almelo
- 2010 (Team HTC-Columbia)

Welser Sparkassen Innenstadt-Kriterium
1ª tappa Vuelta a España (Siviglia, cronosquadre)
Classifica a punti Vuelta a España
- 2011 (HTC-Highroad)

1ª tappa Giro d'Italia (Venaria Reale > Torino, cronosquadre)
Classifica a punti Tour de France
Profronde van Stiphout
Wateringse wielerdag
Profcriterium Wolvertem-Meise
- 2012 (Sky ProCycling)

Premio della Combattività Giro d'Italia
Premio Azzurri d'Italia Giro d'Italia
Trofeo Bonacossa Giro d'Italia
Na-Tour Criterium Ninove
Critérium de Lacq-Audéjos
Profronde van Surhuisterveen
Criterium Oslo
- 2013 (Omega Pharma-Quickstep Cycling Team)

Classifica a punti Tour of Qatar
1ª tappa Tirreno-Adriatico (San Vincenzo > Donoratico, cronosquadre)
Classifica a punti Giro d'Italia
Premio della Combattività Giro d'Italia
Premio Azzurri d'Italia Giro d'Italia
- 2014 (Omega Pharma-Quickstep Cycling Team)

1ª tappa Tirreno-Adriatico (Donoratico > San Vincenzo, cronosquadre)
Classifica a punti Presidential Cycling Tour of Turkey
Classifica a punti Tour du Poitou-Charentes
- 2015 (Etixx-Quick Step)

Classifica a punti Dubai Tour
Classifica a punti Presidential Cycling Tour of Turkey
Classifica a punti Tour of California
- 2016 (Team Dimension Data)

Classifica a punti Abu Dhabi Tour
- 2017 (Team Dimension Data)

Classifica a punti Abu Dhabi Tour
Classifica generale UCI Asia Tour
Saitama Criterium
- 2021 (Deceuninck-Quick Step)

Classifica a punti Tour de France
Roeselare Criterium

### Pista
- 2004

Campionati britannici, Inseguimento a squadre
UIV Cup Dortmund (con Matthew Brammeier)
- 2005

UIV Cup Dortmund (con Geraint Thomas)
Campionati del mondo, Americana (con Robert Hayles)
Campionati europei, Corsa a punti
Campionati britannici, Inseguimento a squadre
- 2006

Giochi del Commonwealth, Scratch (Melbourne)
- 2008

Campionati britannici, Americana
Campionati del mondo, Americana (con Bradley Wiggins)
- 2014

Sei giorni di Zurigo (con Iljo Keisse)
- 2015

Derby Revolution Series, Americana (con Bradley Wiggins)
- 2016

Campionati del mondo, Americana (con Bradley Wiggins)
Panevėžys Track Cup, Omnium
Sei giorni di Gand (con Bradley Wiggins)

## Piazzamenti

### Grandi Giri
- Giro d'Italia

2008: 132º
2009: non partito (14ª tappa)
2011: non partito (13ª tappa)
2012: 145º
2013: 127º
2022: 145º
2023: 119º
- Tour de France

2007: ritirato (8ª tappa)
2008: non partito (15ª tappa)
2009: 127º
2010: 151º
2011: 130º
2012: 142º
2013: 148º
2014: non partito (2ª tappa)
2015: 142º
2016: non partito (17ª tappa)
2017: non partito (5ª tappa)
2018: fuori tempo massimo (11ª tappa)
2021: 139º
2023: ritirato (8ª tappa)
2024: 141º
- Vuelta a España

2010: 144º
2011: ritirato (4ª tappa)

### Classiche monumento
- Milano-Sanremo

2009: vincitore
2010: 89º
2011: 52º
2012: ritirato
2013: 9º
2014: 5º
2015: 46º
2016: 110º
2017: 101º
2018: ritirato
2023: 150º
- Giro delle Fiandre

2010: ritirato
2011: 110º
2020: ritirato
- Parigi-Roubaix

2011: ritirato
2016: 30º

### Competizioni mondiali
- Campionati del mondo su strada

Madrid 2005 - In linea Under-23: 14º
Salisburgo 2006 - In linea Under-23: 11º
Stoccarda 2007 - In linea Elite: ritirato
Melbourne 2010 - In linea Elite: ritirato
Copenaghen 2011 - In linea Elite: vincitore
Limburgo 2012 - In linea Elite: ritirato
Toscana 2013 - In linea Elite: ritirato
Doha 2016 - In linea Elite: 2º
Fiandre 2021 - In linea Elite: ritirato
- Campionati del mondo su pista

Los Angeles 2005 - Americana: vincitore
Los Angeles 2005 - Scratch: 4º
Bordeaux 2006 - Americana: 4º
Manchester 2008 - Corsa a punti: 14º
Manchester 2008 - Americana: vincitore
Pruszków 2009 - Scratch: 7º
Pruszków 2009 - Americana: 6º
Londra 2016 - Americana: vincitore
Londra 2016 - Omnium: 6º
- Giochi olimpici

Pechino 2008 - Americana: 9º
Londra 2012 - In linea: 29º
Rio de Janeiro 2016 - Omnium: 2º

### Competizioni continentali
- Campionati europei su strada

Alkmaar 2019 - In linea Elite: 31º
- Campionati europei su pista

Fiorenzuola d'Arda 2005 - Scratch Under-23: 4º
Fiorenzuola d'Arda 2005 - Corsa a punti Under-23: vincitore

## Riconoscimenti
- Flandrien internazionale del quotidiano Het Nieuwsblad nel 2009 e 2011
- Sportivo dell'anno dell'Associazione Giornalisti Sportivi Britannici nel 2011
- Sportivo dell'anno della BBC nel 2011
- Inserito nella Top ten sprinters of all time della rivista Cyclingnews nel 2011[75]